# Chiến dịch Đăk Tô – Tân Cảnh (1967)
Chiến dịch Đăk Tô – Tân Cảnh hay Trận Đăk Tô – Tân Cảnh năm 1967, là một trận đụng độ trực tiếp giữa Quân Giải phóng miền Nam Việt Nam với quân đội Hoa Kỳ, diễn ra từ ngày 3 đến 22 tháng 11 năm 1967, tại cứ điểm E42 (còn gọi là đồi Charlie) gần quốc lộ 14, thuộc xã Tân Cảnh cũ, nay thuộc địa bàn thị trấn Đăk Tô, huyện Đăk Tô tỉnh Kon Tum.

## Lực lượng
Lực lượng tham chiến của Quân Giải phóng miền Nam Việt Nam có:
- Sư đoàn 1 với ba trung đoàn: 66, 174 (trung đoàn trưởng là Anh Hùng Lực lượng Vũ Trang Đàm Văn Ngụy), và 320
- Trung đoàn bộ binh độc lập 24
- Trung đoàn pháo 40
- Tiểu đoàn 304 Kon Tum (bộ đội địa phương Tây Nguyên)

Lực lượng tham chiến của Quân đội Hoa Kỳ gồm có:
- Sư đoàn 4 bộ binh (do trung tướng William R. Peers chỉ huy sư đoàn kiêm chỉ huy mặt trận Đăk Tô)
- Lữ đoàn 173 (độc lập, do thiếu tướng Leo H. Schweiter chỉ huy)
- Một lữ đoàn của Sư đoàn Không Kỵ số 1
- Các đơn vị không quân hiệp đồng tác chiến

Lực lượng tham chiến của Quân lực Việt Nam Cộng hòa gồm:
- Lữ đoàn bộ binh 42

Trong trận đánh, do bị đánh trả quyết liệt, quân đội Mỹ đã phải huy động một lượng hỏa lực cực lớn. Pháo binh Mỹ đã bắn yểm trợ 151.900 viên đạn pháo (nhiều hơn lượng đạn pháo mà quân Pháp sử dụng trong trận Điện Biên Phủ). Không quân Mỹ huy động 2.101 phi vụ trực thăng chiến đấu hoặc vận tải, 2.096 phi vụ ném bom, 257 phi vụ B-52 ném bom rải thảm, ném tổng cộng hơn 10.000 tấn bom. Trung bình mỗi bộ đội Việt Nam phải hứng chịu 25 viên đạn pháo và 1,6 tấn bom do Mỹ ném xuống.

## Mục tiêu
Mục tiêu của Quân Giải phóng miền Nam Việt Nam là tiêu diệt đáng kể các đơn vị QĐHK (Quân đội Hoa Kì) đương có ở Tây Nguyên để thu hút thêm các đơn vị QĐHK khác đến Tây Nguyên là địa bàn rừng núi mà Quân Giải phóng miền Nam Việt Nam quen thuộc hơn. Nói ngắn gọn, đây là một trận dùng kế "Điệu hổ li sơn" vào thế trận bày sẵn để tiêu diệt. Mục đích của Quân Giải phóng miền Nam Việt Nam là tiêu diệt một bộ phận quân Mỹ, thu hút lực lượng chủ lực cơ động của Mỹ – VNCH lên Tây Nguyên, tạo điều kiện cho chiến trường Khu 5 và toàn Miền diệt Mỹ – VNCH (Việt Nam Cộng hòa), chống phá bình định, sẵn sàng đánh bại cuộc phản công chiến lược lần thứ ba của Mỹ – VNCH. Quán triệt nhiệm vụ được giao, ngày 10 tháng 9. năm 1967, Đảng ủy và Bộ tư lệnh Mặt trận Tây Nguyên quyết định tập trung lực lượng vũ trang ba thứ quân mở chiến dịch tiến công Mỹ – VNCH ở Đăk Tô nhằm tiêu diệt một bộ phận sinh lực Mỹ, buộc Mỹ phải điều lực lượng cơ động lên Tây Nguyên. Đồng thời tiêu diệt và làm tan rã đại bộ phận quân VNCH, phối hợp chặt chẽ với các chiến trường, rèn luyện nâng cao khả năng tác chiến tập trung của bộ đội, chú trọng rút kinh nghiệm và xây dựng hoàn thiện chiến thuật "Vận động tiến công kết hợp chốt", nâng cao trình độ tập kích địch phòng ngự ở điểm cao.
Mục tiêu của QĐHK là tìm và diệt các đơn vị đối phương đang hoạt động tại đường 14 và đường 19. Song các đơn vị đó của Quân Giải phóng miền Nam Việt Nam chỉ hoạt động nhằm mục đích nghi binh để đối phương không chú ý tới sự di chuyển của Sư đoàn 1 của họ. Dù sao, di chuyển của Sư đoàn 1 vẫn bị QĐHK (Quân đội Hoa Kỳ) phát hiện nhờ tin tức do một người lính của Sư đoàn 1 Quân Giải phóng miền Nam Việt Nam đầu hàng cung cấp.

## Đặc điểm chiến trường
Địa hình khu vực tiến công chính của chiến dịch là quận Đắc Tô (Kon Tum). Quận lỵ nằm trên ngã ba đường 14 và đường 18, cách thị xã Kon Tum 40 km về phía bắc, đây là vùng thung lũng có bình độ trung bình từ 600 – 700m, chiều dọc từ bắc xuống nam khoảng 9 km, chiều ngang từ đông sang tây khoảng từ 8 km – 9 km. Khu vực tác chiến bị chia cắt thành 2 vùng phía bắc và phía nam bởi con sông Pô Kô và đường 18, có nhiều dãy núi cao có giá trị về chiến thuật mà điển hình là dãy Ngọc Bơ Biêng, nếu bị Quân Giải phóng miền Nam Việt Nam chiếm thì toàn bộ thung lũng Đắc Tô sẽ nằm trong tầm khống chế của hỏa lực pháo binh của Quân Giải phóng miền Nam Việt Nam. Nhìn chung địa hình có lợi cho Quân Giải phóng miền Nam Việt Nam, Quân Giải phóng miền Nam Việt Nam ở thế cao hơn Quân đội Mỹ – VNCH, loại bỏ được khả năng sử dụng cơ giới của Mỹ – VNCH. Mặt khác vì vùng này chưa có các hoạt động quân sự lớn của Quân Giải phóng miền Nam Việt Nam nên khi Quân Giải phóng miền Nam Việt Nam mở chiến dịch sẽ tạo được bất ngờ đối với lính Mỹ – VNCH.

## Hoàn cảnh
Sau khi đã đưa khoảng 55.000 quân Mỹ vào miền Nam Việt Nam, để vừa tiếp tục thực hiện chiến lược hai gọng kìm "tìm diệt" và "bình định", vừa giữ ổn định tình hình tạo hậu thuẫn cho cuộc bầu cử tổng thống Mỹ vào năm 1968, tướng Westmoreland tiến hành điều chỉnh lại thế bố trí chiến lược, âm mưu tập trung lực lượng chuẩn bị mở cuộc phản công lần thứ 3 (mùa khô 1967-1968) trên hướng ở miền Đông Nam Bộ nhằm cải thiện tình hình. Ở Trung Trung Bộ, lính Mỹ – VNCH đánh phá, ngăn chặn Quân Giải phóng miền Nam Việt Nam ở dọc biên giới Việt – Lào, trọng điểm là ở Plây Ku và Kon Tum, tìm diệt chủ lực của Quân Giải phóng miền Nam Việt Nam, phá các căn cứ, hỗ trợ cho bình định dọc miền duyên hải.
Đầu năm 1967, sau thất bại ở Sa Thầy, quân Mỹ vẫn tiếp tục mở các cuộc hành quân có tính chất ngăn chặn các cuộc tiến công của Quân Giải phóng miền Nam Việt Nam vào vùng Gia Lai, đường 19, Đức Cơ, Đường 21, Lạc Thiện, Quảng Nhiêu hoặc vào vùng Đắc Tô (Kon Tum). Liên tiếp cả trong mùa mưa, giao tranh giữa 2 bên hầu như không ngớt. Quân Giải phóng miền Nam Việt Nam đã thực hiện được một số trận đánh khá tiêu biểu, bằng vận động tiến công hoặc bằng pháo kích (ĐKB) vào hậu phương, hậu cứ của Mỹ.
Bước vào mùa khô năm 1967, quân Mỹ – VNCH ở Tây Nguyên (gồm lực lượng của vùng 2 chiến thuật, sư đoàn 22 VNCH và sư đoàn 4 Mỹ) ra sức thăm dò các động thái của Quân Giải phóng miền Nam Việt Nam. Cuối tháng 10 năm 1967, khi phát hiện Quân Giải phóng miền Nam Việt Nam đang chuẩn bị mở chiến dịch ở bắc Kon Tum, sư đoàn 4 Mỹ vội vã kết thúc cuộc hành quân Marc Acthur ở phía tây thị xã Pleiku và vùng tây bắc Gia Lai chuyển hướng về vùng rừng núi Đăk Tô. Ngày 2 tháng 11, lữ đoàn 1 của Mỹ đến Đăk Tô, chúng thiết lập sở chỉ huy hành quân tại sân bay và hình thành hai cụm quân: cụm thứ nhất ở khu vực ngã ba đường 14 và đường 18 gồm Trung đoàn 42 VNCH ở Tân Cảnh, quận lỵ Đăk Tô và sân bay Đắc Tô 1. Cụm quân thứ 2 nằm dọc đường 18, cách ngã ba Tân Cảnh 4 km về phía tây, gồm sở chỉ huy hành quân, cụm kho hậu cần của quân Mỹ và sân bay Đắc Tô 2.
Ngày 25 tháng 7 năm 1967, Đảng ủy mặt trận họp đánh giá tình hình thực hiện nhiệm vụ của Quân ủy Trung ương và Quân khu 5 giao cho chiến trường (từ sau chiến dịch Sa Thầy (1967)) và đề ra nhiệm vụ cho lực lượng vũ trang Tây Nguyên trong đông xuân 1967 – 1968. Trên cơ sở nhiệm vụ được giao, ngày 10-9 giữa lúc bộ đội đang bước vào đợt sinh hoạt chính trị, Đảng ủy mặt trận chính thức quyết định mở chiến dịch Đắc Tô nhằm mục đích: "Tiêu diệt một bộ phận quan trọng sinh lực địch, buộc địch phải cơ động lực lượng lên Tây Nguyên càng nhiều càng tốt, để phối hợp chiến trường với toàn miền; Thông qua tác chiến nhằm nhanh chóng nâng cao trình độ đánh tập trung của bộ đội chủ lực, tiêu diệt gọn từng đơn vị địch, đẩy mạnh phong trào chiến tranh du kích, nâng cao trình độ tác chiến của bộ đội địa phương lên một bước mới."
Bộ tư lệnh Quân Giải phóng miền Nam Việt Nam đề ra phương châm: "Tích cực, chủ động, linh hoạt, tạo thời cơ nhử địch vào thế trận ta đã chuẩn bị sẵn, tiêu diệt từng tiểu đoàn Mỹ phản kích, phản đột kích ứng chiến bằng đường bộ và đổ bộ đường không, tiến tới đánh thiệt hại nặng đơn vị lớn hơn của chúng; thực hiện tiến công liên tục đánh vào toàn bộ đội hình chiến dịch của địch, bao vây chia cắt chiến dịch, đánh cả phía trước và phía sau, đánh vào các căn cứ hành quân chiến dịch của địch, vận dụng chiến thuật linh hoạt, kiên quyết bám trụ, vận dụng cách đánh gần, đánh chồng, đánh bồi của các binh chủng; bố trí đội hình chiến dịch có chiều sâu, có đội dự bị mạnh, có chốt chiến dịch vây hãm và uy hiếp địch buộc chúng phải ra khu quyết chiến để ta đánh tiêu diệt. Phối hợp chặt chẽ giữa quân sự, chính trị, tác chiến và địch vận".
Điểm quyết chiến phải đạt ý đồ đánh tiêu diệt có giá trị, giảm bớt hỏa lực cực mạnh của Mỹ, và hạn chế tối đa thương vong. Tất cả những điều ấy đã được Đảng ủy và Bộ tư lệnh mặt trận phân tích kỹ. Trước hết là, sử dụng Đại đội 1 pháo binh 1 cùng với Tiểu đoàn 6 bộ binh đưa pháo lên chốt ở Ngọc Bờ Biêng. Đảng ủy và Bộ tư lệnh Mặt trận khẳng định: Với công sự tốt, hỏa lực mạnh, Tiểu đoàn 6 sẽ trụ bám được ở Ngọc Bờ Biêng, biến nó thành chốt hiểm yếu buộc quân Mỹ phải ra giải tỏa.
Khu vực Cao điểm 875 sẽ làm điểm quyết chiến của chiến dịch, đây là nơi có dải địa hình và các điểm cao nằm ở trung tâm không gian chiến dịch, mà Cao điểm 875 lại là một trong những điểm cao tương đối đột xuất, khống chế các vùng xung quanh; đồng thời cũng là cao điểm xa các trận địa pháo binh Đắk Mót - Plei Cần của Mỹ. Quân Giải phóng miền Nam Việt Nam có thể xây dựng trận địa chốt chắc ở cao điểm này để khi quân Mỹ đổ quân vào sâu, phải lần lên đánh điểm cao, sẽ tạo được thời cơ tiêu diệt. Quá trình hành quân chiến dịch cũng là quá trình Bộ tư lệnh Mặt trận ra lệnh cho các trung đoàn, tiểu đoàn chủ lực (đang phụ trách địa bàn tại chỗ) cùng bộ đội địa phương, dân quân du kích hoạt động để đánh lạc sự chú ý của địch, giữ bí mật cho hướng chính chiến dịch.

## Kế hoạch tác chiến củaQuân Giải phóng miền Nam Việt Nam
Về kế hoạch tác chiến, Bộ tư lệnh của Quân Giải phóng miền Nam Việt Nam xác định hướng khu vực tiến công chủ yếu ở tây nam Đăk Tô (phía nam sông Pô Kô và đường 18) từ Ngọc Bơ Biêng, Ngọc Kom Liệt đến nam điểm cao 875, do sư đoàn bộ binh 1 đảm nhiệm; sẽ chia làm 3 khu chiến: khu chốt chiến dịch gồm các cụm chốt bộ binh và pháo binh ở Ngọc Bơ Biêng, Ngọc Tang, uy hiếp địch ở Đắc Tô – Tân Cảnh, là nơi khêu ngòi kéo đối phương ra, tạo thời cơ diệt đối phương ngoài công sự, do tiểu đoàn 6 của trung đoàn 24, 1 đại đội pháo 175 (2 khẩu) của đối phương đảm nhiệm. Sử dụng trung đoàn 320 của sư đoàn 1 đánh đối phương ở khu chiến thứ nhất: ở cao điểm 782, Plây Lang Lo Kram và điểm cao 823, nhằm đánh bại các đợt phản kích và đòn phản đột kích thứ nhất của đối phương. Sử dụng 2 trung đoàn 66 và 174 của sư đoàn 1 đánh địch ở khu chiến thứ 2 và là khu quyết chiến ở Ngọc Kom Liệt, Bãi Le, điểm cao 875 trong đó điểm cao 875 là trọng điểm. Tiểu đoàn pháo hỏa tiễn ĐKB của Quân Giải phóng miền Nam Việt Nam do sư đoàn nắm để chi viện chung.
Hướng và khu vực tiến công thứ yếu ở đông bắc Đắc Tô, gồm các điểm cao của dãy Ngọc Lan, Ngọc Sịa, điểm cao 1323, 1030 và quận lỵ Đăk Tô; do trung đoàn 24 (thiếu tiểu đoàn 6), tiểu đoàn 304, 2 đại đội đặc công, 1 đại đội cối, 1 đại đội công binh (thiếu) của tỉnh đảm nhiệm. Có nhiệm vụ đánh vào sau đội hình địch, tiêu diệt từng tiểu đoàn VNCH, từng đại đội Mỹ, dùng lối đánh nhỏ uy hiếp Tân Cảnh, khống chế sân bay Đắc Tô, đường 14 (đoạn nam, bắc Tân Cảnh) nhằm phân tán địch, hỗ trợ cho hướng chủ yếu.
Các hướng nghi binh và phối hợp, ở Gia Lai, do trung đoàn 95, tiểu đoàn 101, 1 tiểu đoàn pháo cối hỗn hợp (6 ĐKZ 75mm, 4 cối 120mm, 4 cối 82mm) cùng lực lượng vũ trang địa phương đảm nhiệm; ở Đắc Lắc do trung đoàn 33 (thiếu), 1 tiểu đoàn bộ binh, 2 đại đội đặc công và 1 đại đội cối 82mm cùng các lực lượng vũ trang địa phương đảm nhiệm.
Bộ tư lệnh Quân Giải phóng miền Nam Việt Nam một mặt cho các đơn vị ở sau lưng đối phương và các hướng khác đẩy mạnh hoạt động để nghi binh, đồng thời lệnh cho các đơn vị tham gia chiến dịch hành quân chiếm lĩnh trận địa sớm hơn dự định 3 đến 5 ngày. Ngày 15 tháng 10, các đơn vị trên hướng chủ yếu cơ động vào vị trí tập kết. Ngày 29 tháng 10, các đơn vị ở khu chốt chiến dịch chiếm lĩnh trận địa xong và đến ngày 2, các đơn vị cơ bản đã vào vị trí chiến đấu.

## Diễn biến
Ngày 2 tháng 11, QĐHK lên Đăk Tô, thiết lập hai trận địa pháo ở Plei Cần và Đắk Mót. Trung đoàn 320 Quân Giải phóng miền Nam Việt Nam được lệnh gấp rút chiếm Ngọc Dơ Lang. Khi Tiểu đoàn 6 (Trung đoàn 320) Quân Giải phóng miền Nam Việt Nam vừa hành quân tới Ngọc Dơ Lang thì một tiểu đoàn bộ binh Mỹ cũng đến Ngọc Rinh Rua. 2 bên tranh chấp muốn chiếm điểm cao, nên tình huống chiến đấu diễn ra rất ác liệt. Tình hình đó thúc đẩy đội hình chiến dịch của Quân Giải phóng miền Nam Việt Nam phải nhanh chóng chiếm lĩnh và khẩn trương hoàn tất mọi công tác chuẩn bị.
Chiều ngày 3 tháng 11, Mỹ dùng máy bay lên thẳng đổ một tiểu đoàn bộ binh xuống khu đồi tranh phía đông dãy Ngọc Bờ Biêng khoảng 500m và tiến lên trận địa chốt của Đại đội 11, Tiểu đoàn 6. Sư đoàn bộ binh số 4 Hoa Kỳ quyết định tấn công Sư đoàn 1 Quân Giải phóng miền Nam Việt Nam trước, dựa vào tin do người lính tù binh từ sư đoàn 1 cung cấp. Lúc này, Sư đoàn 1 đã bố trí trận địa sẵn sàng nhưng bị bất ngờ vì thời điểm đối phương tấn công tới nơi (theo kế hoạch thì Sư đoàn 1 sẽ nổ súng vào ngày 15). Bộ đội đang đào công sự phải bước vào chiến đấu. Tiểu đoàn 6 (Trung đoàn 320) là đơn vị đầu tiên của Quân Giải phóng miền Nam Việt Nam khai hỏa.
Quân Giải phóng miền Nam Việt Nam cho hai khẩu pháo 75mm bố trí ở Ngọc Bơ Biêng bắn vào sân bay Đắc Tô 2, để khêu ngòi. QĐHK phản ứng tức khắc. 10 giờ ngày 3, QĐHK đổ 2 đại đội xuống điểm cao 882 Ngọc Dơ Lang, 2 đại đội xuống Ngọc Non, đồng thời triển khai lực lượng pháo binh nhằm tiến công vào khu chốt của Quân Giải phóng miền Nam Việt Nam ở Ngọc Tăng, Ngọc Bơ Biêng. Qua trinh sát kỹ thuật, Quân Giải phóng miền Nam Việt Nam biết QĐHK sẽ dùng lữ đoàn 173 dù và lữ đoàn 1 thuộc sư đoàn 4 phản kích Quân Giải phóng miền Nam Việt Nam trên 2 hướng tây, tây nam Tân Cảnh và sẽ hợp vây tại khu vực điểm cao 875. Bộ tư lệnh lệnh Quân Giải phóng miền Nam Việt Nam cho các đơn vị khu chốt chiến dịch kiên quyết chặn địch, sư đoàn 1 giữ kín lực lượng, chờ địch vào khu chiến để tiêu diệt.

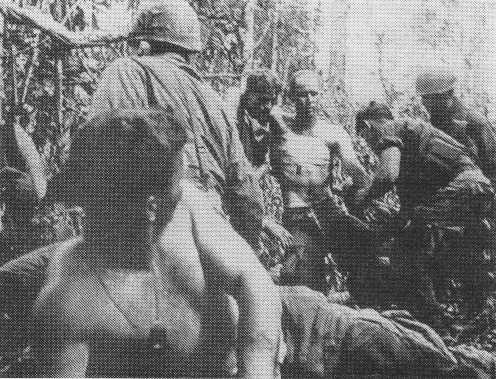
Lính Mỹ thương vong trong trận đánh

15 giờ 30 phút ngày 3 tháng 11, trên mỏm đồi yên ngựa dãy Ngọc Bờ Biêng, Tiểu đội 7, Đại đội 11, mở màn chiến dịch Đăk Tô bằng trận đánh quyết liệt với hai đại đội Mỹ trước chiến hào đơn vị. Các chiến sĩ nhảy lên chiến hào thu hai súng trường, một súng M79. Đây là những khẩu súng chiến lợi phẩm đầu tiên của chiến dịch.
Sáng ngày 4 tháng 11, quân Mỹ ném bom đào, bom napalm và chất độc hóa học ngay từ sáng sớm đến 8 giờ, nhiều đoạn chiến hào của Quân Giải phóng miền Nam Việt Nam bị san phẳng. Quân Mỹ bắt đầu tiến công lên chốt, song mỗi lần tiến công đều bị đánh bật trở lại, bộ binh lại gọi không quân giội bom xuống. Suốt ngày quân Mỹ đã tổ chức 8 đợt tiến công để chiếm chốt, Tiểu đội 7 có một số chiến sĩ bị thương vong, nhưng cuối cùng Quân Giải phóng miền Nam Việt Nam vẫn giữ được chốt.
Ngày 4 tháng 11, Lữ đoàn 173 và Tiểu đoàn 3 (Lữ đoàn 1) QĐHK tới Tân Cảnh. Ngày 5 tháng 11, một đại đội bộ binh Mỹ bất ngờ ập đến trận địa chốt thứ hai của Đại đội 11 ở Ngọc Tang. 2 bên dùng lưỡi lê, báng súng, lựu đạn đánh giáp lá cà. Cùng với những trận đánh của bộ binh, đại đội pháo binh 1 đã dùng 2 khẩu sơn pháo 75mm bắn phá Đăk Tô. Trung đội ĐKZ ở Ngọc Tang cùng lúc vừa chặn quân Mỹ tràn xuống, vừa bắn vào sân bay đã gây thiệt hại. Trung đoàn 320 và Trung đoàn 66 chặn đánh quân Mỹ ở Điểm cao 724, 823 và pháo kích vào Ngọc Rinh Rua, tiêu diệt và tiêu hao 3 đại đội Mỹ, bắn rơi 2 trực thăng.
Ngày 6 tháng 11, một số đại đội của Lữ đoàn 173 QĐHK chiến đấu với Tiểu đoàn 9 (Trung đoàn 66) Quân Giải phóng miền Nam Việt Nam. 13 giờ ngày 6/11, Mỹ đổ 2 đại đội thuộc tiểu đoàn 1 trung đoàn 503 lữ đoàn 173 xuống các điểm cao: 823, 845, 882 ở dãy Ngọc Kom Liệt, hình thành 2 mũi tiến đánh vào sườn sư đoàn 1 Quân Giải phóng miền Nam Việt Nam. Các chốt chiến thuật của trung đoàn 66 ở khu vực này đánh thiệt hại nặng đại đội D (Delta), bắn rơi 2 máy bay lên thẳng, thu 4 súng và 1 máy vô tuyến. Liền sau đó 2 đại đội của tiểu đoàn 4, trung đoàn 503 Mỹ đổ bộ xuống chân điểm cao 823 và đánh chiếm điểm cao này bị lực lượng trinh sát của trung đoàn 66 Quân Giải phóng miền Nam Việt Nam diệt 60 lính. Trong 2 ngày (6, 7 tháng 11), trung đoàn 66 tổ chức tập kích và pháo kích vào điểm cao 823, buộc tiểu đoàn 1 thuộc trung đoàn 503 Mỹ phải bỏ điểm cao này rút về dãy Ngọc Kom Liệt. Cùng thời gian trên, tại Ngọc Dơ Lang, ngày 6, hai đại đội Mỹ từ điểm cao 882 tiến công chốt của đại đội 9 (tiểu đoàn 6) - QGP ở điểm cao 843, lính Mỹ bị diệt 20 lính nhưng chiếm điểm cao. Ngày 7, lính Mỹ từ điểm cao 843 tiến về điểm cao 724 bị đại đội 9 thuộc tiểu đoàn 6, trung đoàn 320 Quân Giải phóng miền Nam Việt Nam vận động tiến công, diệt 10 lính, thu 6 súng của đại đội C (Charlie), tiểu đoàn 3, trung đoàn 8 Mỹ, số lính Mỹ còn lại co cụm ở điểm cao 724. Sau 3 ngày cho đến ngày 9, các đơn vị QĐHK đã chiếm được một số vị trí then chốt mà họ muốn ở khu vực có Sư đoàn 1 Quân Giải phóng miền Nam Việt Nam.
Bộ tư lệnh chiến dịch Quân Giải phóng miền Nam Việt Nam nhận định cả hai cánh quân Mỹ đều bị chặn đánh, nhưng có khả năng lính Mỹ còn tiến sâu hơn nữa nên lệnh cho trung đoàn 174 hành quân ra khu vực tây nam Lăng Lố Kram chuẩn bị chiến đấu. Chỉ thị cho hướng thứ yếu đánh mạnh vào Đắc Tô - Tân Cảnh và đường 14.
Ngày 8, Tiểu đoàn 4 (Trung đoàn 320) Quân Giải phóng miền Nam Việt Nam đột kích Tiểu đoàn 3 (Trung đoàn 1, Sư đoàn 4) QĐHK. Suốt các ngày 8 đến ngày 10 tháng 11, Quân Mỹ tấn công mạnh vào vị trí của Tiểu đoàn 6 (Trung đoàn 24) của đối phương.
Tối 8 tháng 11, tiểu đoàn 4 và đại đội 10 của tiểu đoàn 6, trung đoàn 320 tập kích lính Mỹ ở điềm cao 724; đang hành quân tiếp cận gặp địch di chuyển ra phía tây bộ đội QGP nhanh chóng vận động tiến công, diệt 100 lính, đánh thiệt hại nặng đại đội A và đại đội B của tiểu đoàn 3, trung đoàn 8 lữ đoàn 1 Mỹ. Để chi viện cho trung đoàn 320 đánh địch, sư đoàn 1 đã tổ chức cối 120mm và ĐKZ 75mm pháo kích vào Ngọc Rinh Rua và điểm cao 823, phá hủy 2 khẩu pháo, 2 máy bay lên thẳng, diệt 50 tên lính Mỹ. Từ ngày 7 đến 10 tháng 11, tại Ngọc Kom Liệt, do bị QGP tiến công dồn dập nên tiểu đoàn 4 thuộc trung đoàn 503 Mỹ từ điểm cao 823 hành quân về phía tây. Tiểu đoàn 7 của trung đoàn 66 QGP được các chốt trinh sát yểm hộ, vận động tiến công, đánh thiệt hại nặng tiểu đoàn Mỹ này, số còn lại tiếp tục bị tiểu đoàn 8 của trung đoàn 66 tấn công. Theo thống kê của Mỹ, tiểu đoàn 4 của họ thương vong quá nửa trong trận này với 20 chết, 154 bị thương và 2 mất tích. Để đỡ mất mặt, sĩ quan chỉ huy của Mỹ, đại úy Thomas McElwain, đã cố ý báo cáo phóng đại tổn thất của quân Giải phóng: ban đầu quân Mỹ báo cáo có 80 quân Giải phóng tử trận, sau đó con số này bị sửa lại thành 175. Sau này, Thomas McElwain giải thích rằng "Nếu anh mất quá nhiều người bị chết và bị thương, anh phải có cái gì đó để bù đắp cho điều đó":175 Còn theo báo cáo của quân Giải phóng, trong các trận đánh từ ngày 8 tới 11/11/1967, họ chỉ tổn thất 32 người chết hoặc bị thương
Lữ đoàn 173 QĐHK sau khi lần lượt đổ quân xuống Cao điểm 823, 845, 882 trên dãy Ngọc Cam Liệt, bắt đầu tiến công vào sườn phải Sư đoàn 1 Quân Giải phóng miền Nam Việt Nam, để tiến lên chiếm cao điểm 875. Quân Giải phóng miền Nam Việt Nam liền tập trung từng trung đoàn đánh tiêu diệt trên khu quyết chiến Ngọc Cam Liệt và Ngọc Dơ Lang.
Để cứu nguy, 12 giờ ngày 11 tháng 11, 2 đại đội A và B thuộc tiểu đoàn 1, trung đoàn 503 Mỹ từ Ngọc Kom Liệt tiến xuống, nhưng bị tiểu đoàn 8 và đại đội 12,7mm của trung đoàn 66 chặn đánh và tiêu diệt. Quân Giải phóng ước tính quân Mỹ bị thương vong khoảng 400 lính, Quân giải phóng thu 21 súng các loại, 6 vô tuyến điện; Mỹ phải dùng máy bay (cả B52) ném bom thiêu hủy và buổi chiều đổ tiếp tiểu đoàn 2 của trung đoàn 503 xuống điểm cao 845. 14 giờ cùng ngày, tại Ngọc Dơ Lang, tiểu đoàn 3, trung đoàn 8 Mỹ cho 2 đại đội đánh ra phía tây để phối hợp với lực lượng Mỹ ở điểm cao 724, bị tiểu đoàn 5 thuộc trung đoàn 320 QGP vận động tiến công diệt gọn đại đội B, tiêu hao nặng đại đội D, diệt 120 tên, số còn lại co về cụm ở điểm cao 724.
Các trận đánh của 2 trung đoàn 66 và 320 thắng lợi đã chứng minh: với hình thức chiến thuật "chốt kết hợp vận động", bộ đội QGP có thể đánh liên tục dài ngày dưới phi pháo ác liệt của Mỹ để giành thắng lợi. Đây là trận then chốt đầu tiên của chiến dịch, làm cho quân Mỹ không thực hiện được ý đồ chia cắt chiến dịch. Diễn biến những ngày đầu chiến dịch chứng minh những phán đoán và dự kiến của Quân Giải phóng miền Nam Việt Nam là đúng, đã nhử được Lữ đoàn 173 và Sư đoàn 4 QĐHK vào "bẫy" ở Đăk Tô.
Trước tình thế Lữ đoàn 173 và Sư đoàn bộ binh số 4 Mỹ bị thiệt hại lớn, Bộ chỉ huy Mỹ phải tung lực lượng dự bị gồm: hai tiểu đoàn thuộc Sư đoàn Không Kỵ số 1 và Chiến đoàn Dù 3 VNCH sớm vào vòng chiến. Quân Mỹ tiếp tục đổ quân xuống khu vực Plei Cần và Ngọc Cam Liệt, với ý định chia cắt đội hình của Quân Giải phóng miền Nam Việt Nam và sẽ hợp vây chiến dịch ở khu vực Cao điểm 875. Ngày 12, QĐHK dùng B-52 và pháo đánh phá vị trí của các Trung đoàn 66 và 320 của Quân Giải phóng miền Nam Việt Nam. Không quân Mỹ phải dùng mỗi ngày tới 700 lần chiếc máy bay B-52 và máy bay phản lực ném bom xuống Đăk Tô.
Sáng 12 tháng 11, sau khi không quân và pháo binh bắn phá, lữ đoàn dù 173 Mỹ đổ 2 đại đội thuộc tiểu đoàn 2 trung đoàn 503 xuống điểm cao 845. 10 giờ lính Mỹ phản kích lên điểm cao 882. Tiểu đoàn 3 của trung đoàn 174 xuất kích kết hợp chốt diệt 2 trung đội thuộc đại đội A. Lực lượng còn lại chạy về điểm cao 845. Theo tin trinh sát kỹ thuật của QGP, ngày 12 tháng 11, tiểu đoàn 2 thuộc lữ đoàn 1 kỵ binh không vận và chiến đoàn dù 3 QLVNCH đã đến thị xã Kon Tum. Tiểu đoàn 3 thuộc trung đoàn 12 lữ đoàn 1 sư đoàn 4 tiến ra nam Ngọc Dơ Lang. Bộ tư lệnh chiến dịch của QGP nhận định: thế trận của địch đã rối loạn nên quyết định tổ chức lực lượng kiềm chế cánh quân của lữ đoàn 1 sư đoàn 4; diệt cánh quân của lữ đoàn dù 173; dùng ĐKZ và cối 82mm kiềm chế địch ở Ngọc Dơ Lang
Ngày 13, các đơn vị hai phía giáp chiến ở một số nơi, song hỏa lực chủ yếu là do B-52 dội xuống. Quân Giải phóng miền Nam Việt Namvừa quyết giữ trận địa, vừa kết hợp xuất kích ngắn tiến công để diệt địch. Tiểu đoàn 6 Tây Ninh trên dãy Ngọc Bờ Biêng đã đánh thiệt hại nặng Tiểu đoàn 3 thuộc Trung đoàn 1 Mỹ. Quân 2 bên có lúc xen kẽ, bộ đội đã bám những công sự, những đoạn hào còn lại, dùng lựu đạn, lưỡi lê, báng súng đánh giáp lá cà.
Ngày 14, các đơn vị của Lữ đoàn 173 QĐHK bị thiệt hại nhiều được lệnh rút về vị trí mà Quân Giải phóng miền Nam Việt Nam gọi là Điểm cao 845. Vị trí này được Quân Giải phóng miền Nam Việt Nam cố tính không đánh trước đó với mục tiêu thu hút đối phương về đó. Quân Giải phóng miền Nam Việt Nam dùng lực lượng của ba Trung đoàn 66, 174 và 320 để tiến đánh Lữ đoàn 173.
Hai ngày 13 và 14 tháng 11, lính Mỹ tiếp tục đánh lên điểm cao 882, tiểu đoàn 8-QGP liên tục đánh địch, loại khỏi vòng chiến đấu 100 tên Mỹ, thu 6 súng, làm chủ trận địa. Để chi viện cho trung đoàn 174, sư đoàn 1-QGP dùng cối 120mm bắn vào điểm cao 823 tiêu hao nặng đại đội C thuộc tiểu đoàn 4 trung đoàn 503, chặn đứng hỏa lực Mỹ bắn vào điểm cao 882. Sau khi hoàn thành nhiệm vụ chiến thuật, trung đoàn 174-QGP rút tiểu đoàn 3 và một bộ phận của tiểu đoàn 1 về hai bên sườn điểm cao 875.
Cùng thời gian, từ ngày 12 đến 16 tháng 1, đại đội sơn pháo 75mm - QGP tập kích 4 trận bằng hỏa lực (16 giờ ngày 12, 8 giờ và 15 giờ ngày 15, 8 giờ ngày 16) vào căn cứ tiền phương của sư đoàn 4 Mỹ ở Tân Cảnh, sân bay Đắc Tô diệt khoảng 350 tên, phá hủy 3 máy bay C130, 4 xe quân sự, 2 kho xăng, 1 kho đạn. Ở hướng đông bắc Đắc Tô, trung đoàn 24-QGP cùng bộ đội tỉnh tiến công quận lỵ Đắc Tô và Tân Cảnh, chặn đánh các toán quân ứng cứu giải tỏa của Mỹ. Điển hình là các trận của trung đoàn 24 ở Ngọc Sịa ngày 14 tháng 11, ở Tân Cảnh ngày 16 tháng 11, trận phục kích của công binh, trinh sát chiến dịch ở Plây Cần (đường 18), của tiểu đoàn 304 ở Võ Định trên đường 14 ngày 14 tháng 11.
Trên hướng Đường 18 và đông bắc Đăk Tô, Trung đoàn 24 chủ lực tại chỗ cùng công binh và bộ đội địa phương Kon Tum đã tiến công vào quận lỵ Đăk Tô, thị trấn Tân Cảnh, chặn đánh đoàn xe vận tải chở quân ứng cứu của Mỹ, buộc quân Mỹ phải phân tán đối phó cả ở phía sau. Nổi bật nhất là trận đánh của trung đoàn 24 ở Ngọc Xia (14 tháng 11), Tân Cảnh (16 tháng 11), Cao điểm 1030, 1423 và Ngọc Van (17, 19 tháng 11) đánh thiệt hại nặng hai tiểu đoàn Mỹ, phá hủy nhiều xe quân sự. Vào đêm 12 tháng 11, Quân Giải phóng miền Nam Việt Nam dùng rocket tấn công sân bay Đăk Tô. Ngày 15 tháng 11, Quân Giải phóng miền Nam Việt Nam dùng súng cối phá hủy 2 chiếc C-130 Hercules trên đường băng. Đêm đó Quân Giải phóng miền Nam Việt Nam tiếp tục dùng súng cối tập kích, bắn trúng một container chất nổ, các vụ nổ dây chuyền đã phá hủy hơn 1.100 tấn đạn dược của Mỹ tại đây.
Sau những cố gắng tiến công chia cắt đội hình đối phương ở khu vực Ngọc Cam Liệt và Ngọc Dơ Lang không thành công, Bộ chỉ huy Mỹ buộc phải tìm cách chiếm cho được Cao điểm 875 làm bàn đạp khống chế, thực hiện đòn đánh vu hồi vào sau lưng đội hình chiến dịch củaQuân Giải phóng miền Nam Việt Nam.
Ngày 17 tháng 11, hai Tiểu đoàn 1 và 2 thuộc Lữ đoàn 173 QĐHK bắt đầu tiến công để chiếm Cao điểm 875. Khi quân Mỹ chưa đến 875 đã bị Trung đoàn 66 chặn đánh, diệt từng bộ phận; Tiểu đoàn 2 QĐHK tiếp tục tiến lên 875. Nhưng tại đây, Đại đội 7 thuộc Trung đoàn 174 của Quân Giải phóng miền Nam Việt Nam đã bí mật xây dựng cao điểm thành điểm chốt kiên cố. Khi quân Mỹ tiến lên, Đại đội 7 nổ súng chặn đứng được đội hình Mỹ trước chiến hào, một bộ phận xuất kích đánh tạt sườn đã tiêu diệt một số địch. Sư đoàn 1-QGP tổ chức pháo kích trận địa hỏa lực của Mỹ ở nam Ngọc Dơ Lang, điểm cao 530, phá hủy 5 pháo 105mm, 3 cối 106,7mm. 13 giờ ngày 17 tháng 11, 1 trung đội của đại đội 11, tiểu đoàn 6 QGP phòng ngự ở điểm cao 1338 đã đánh bại 10 đợt phản kích của QDDHK, diệt 100 lính Mỹ.
Sáng 18 tháng 11, hai tiểu đoàn 1 và 2 của trung đoàn 503 Mỹ chia làm 2 mũi tiến công về điểm cao 875; tiểu đoàn 1 Mỹ tiến theo sườn tây bắc điểm cao 882, đến 13 giờ 30 phút bị tiểu đoàn 8 và 1 đại đội của tiểu đoàn 9 thuộc trung đoàn 66 chặn đánh và ghìm chặt tại đây diệt 90 tên, thu 6 súng. Tiểu đoàn 2 Mỹ từ cao điểm 845 tiến chiếm đồi "biệt kích" ở tây bắc điểm cao 875 khoảng 1 km để tạo bàn đạp đánh sang 875. Cùng thời gian, ở đông 875, hai đại đội biệt kích, thám báo từ bãi Le tổ chức tiến công vào điểm cao 875. Từ lúc 8 giờ 30 phút ngày 18 đến 11 giờ ngày 19, đại đội 7 của tiểu đoàn 2-QGP đã chịu đựng hỏa lực phi pháo ác liệt của Mỹ (có cả B52), liên tục đẩy lùi các đợt tiến công của Mỹ, giữ vững 875. Trong lúc lính Mỹ đang tập trung lực lượng đánh lên 875, tiểu đoàn 2 (thiếu đại đội 7) và 1 đại đội của tiểu đoàn 1 trung đoàn 174 bí mật vận động tiếp cận đội hình Mỹ từ bên sườn và phía sau. 14 giờ ngày 11, sau khi QGP bắn 30 quả đạn cối vào sở chỉ huy Mỹ, 4 mũi của QGP đồng loạt xung phong vào đội hình lính Mỹ đang tập trung ở đồi Yên Ngựa, dưới chân điểm cao 875. Bị đánh bất ngờ, đội hình Mỹ rối loạn. Chớp thời cơ, đại đội 7 từ điểm cao 875 cũng xuất kích đánh xuống. Đến 17 giờ, phần lớn lính Mỹ bị tiêu diệt, số còn lại bỏ chạy bị trúng bom và đạn pháo của Mỹ chết một số. Trận đánh đã loại khỏi vòng chiến 300 tên Mỹ, ta thu 18 súng AR15 và 6 máy thông tin vô tuyến điện. Sau đó trung đoàn cho đại đội 7 chốt lại tại điểm cao 875, còn trung đoàn rút về phía sau củng cố.
Ngày 19 tháng 11, lực lượng QGP chốt ở điểm cao 1262 đánh lui 5 đợt phản kích của QDDHK, diệt 70 tên Mỹ. Ngày 20 tháng 11, chốt ở điểm cao 1294 diệt 20 tên lính Mỹ.

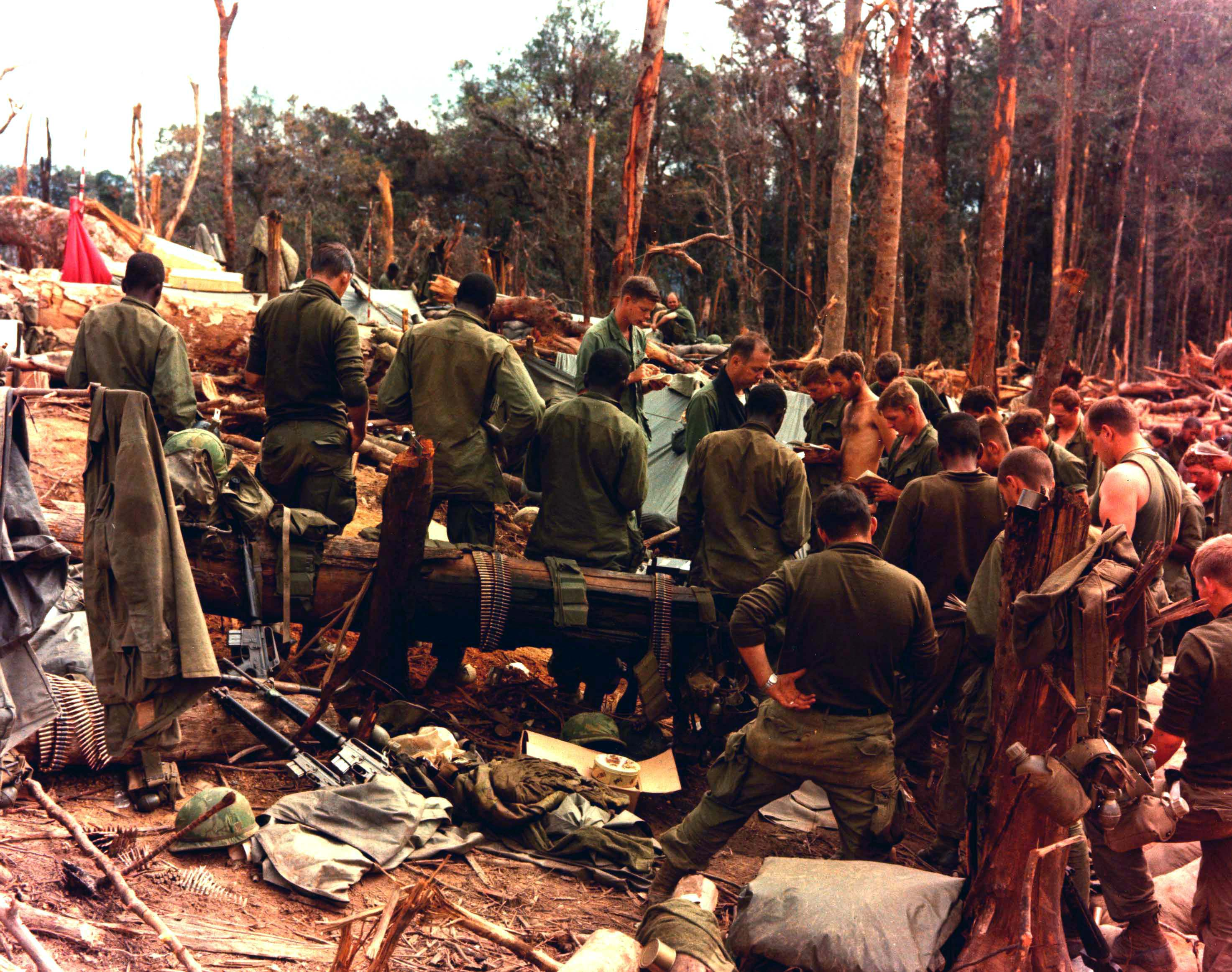
Lính Mỹ thuộc Trung đoàn 8, Sư đoàn 4 cầu nguyện sau trận đánh

Không chiếm được cao điểm, quân Mỹ lại cho từng tốp B-52 và phản lực liên tiếp giội bom gần như san phẳng ngọn đồi, rồi lại tiến lên, nhưng lại bị Đại đội 7 đánh bật xuống. Trước chiến hào, quân Mỹ bắn xối xả, lựu đạn Mỹ ném vào chiến hào, bộ đội nhặt ném trả lại. Giao tranh ác liệt gây thương vong lớn cho cả hai bên. Tổ chiến đấu 3 người gồm Phùng Quang Chí, Bùi Xuân Lộc và Đỗ Văn Chuyên (thuộc đại đội 7) được Quân Giải phóng miền Nam Việt Nam ghi nhận đã đẩy lùi hàng chục đợt phản công chỉ bằng B-40, súng AK và lựu đạn, tiêu diệt được 102 tên Mỹ, lập kỷ lục về thành tích diệt địch của một tổ 3 người trong một trận chiến đấu.
Trên hướng đông bắc Đắc Tô - Tân Cảnh, trung đoàn 24-QGP và lực lượng vũ trang tỉnh Kom Tum đã đánh sâu vào thị xã Kon Tum và thị trấn Tân Cảnh, đường 14, tiêu diệt nhiều lính Mỹ, hoàn thành nhiệm vụ phối hợp chiến dịch. Trong các ngày 17, 18, 19 tháng 11, chiến sự xảy ra ác liệt tại Ngọc Lan: 7 giờ ngày 17, tiểu đoàn 3 dù VNCH tiến công vào chốt của đại đội 7 thuộc tiểu đoàn 5 trung đoàn 24-QGP, bị đánh thiệt hại nặng, Mỹ liền đưa tiểu đoàn 2 vào tiến công, bị 2 đại đội của tiểu đoàn 5-QGP đánh bật xuống chân đồi, diệt hơn 100 lính, số còn lại cụm tại chỗ không dám tiến công. 5 giờ ngày 19, tiểu đoàn 5 bất ngờ tập kích cụm quân Mỹ này, diệt 170 lính. 2 tiểu đoàn dù VNCH bị thiệt hại nặng, QLVNCH đưa tiểu đoàn 23 biệt động quân và tiểu đoàn 3 thuộc trung đoàn 23 biệt động quân và tiểu đoàn 3 thuộc trung đoàn 42 lên cứu nguy, nhưng tiểu đoàn 5 đã hoàn thành nhiệm vụ phối hợp chiến dịch và rời khỏi khu vực Ngọc Lan.
Ở Gia Lai, QGP đánh 10 trận diệt 189 lính đối phương (có 114 lính Mỹ), bắn rơi 5 máy bay, phá hủy 7 xe quân sự. Ở Đắc Lắc, QGP đánh 8 trận, diệt 250 lính đối phương (có 150 lính Mỹ), bắn rơi và phá hủy 27 máy bay (có 1 chiếc C130), phá hủy 3 khẩu pháo, 2 xe M113, 1 kho đạn, 1 kho xăng.
Ngày 19 tháng 11, trong lúc quân Mỹ đang bị kìm chặt ở khu vực Cao điểm 875, Quân Giải phóng miền Nam Việt Nam hạ quyết tâm dùng Trung đoàn 174 từ các hướng đã chuẩn bị sẵn, thực hành trận vận động tiến công tiêu diệt hoàn toàn Tiểu đoàn 2 của Mỹ. Một số lính Mỹ sống sót cụm lại dưới chân cao điểm bị súng cối Quân Giải phóng miền Nam Việt Nam bắn diệt. Ngày 20, Quân Giải phóng miền Nam Việt Nam phục kích diệt thêm một số tên Mỹ, bắn rơi 12 máy bay lên thẳng khi đến lấy xác lính Mỹ. Trong tổng số 570 lính Mỹ tham chiến ở đồi 875, 123 lính đã chết và 252 bị thương
Tài liệu Mỹ nhận xét: "Vừa rạng đông, quân địch dùng súng cối bắn vào vị trí đóng quân của Mỹ. Quân Bắc Việt Nam đã xây dựng từ trước một hệ thống hỏa lực với các tuyến bắn phối hợp tinh vi. Họ đã điều khiển hỏa lực để tạo ra một giải bắn có tác dụng thu hút sự chú ý của quân Mỹ, giúp cho một số bộ đội Việt Nam có thể bí mật luồn vào phía sau đội hình quân Mỹ đã ở trên đỉnh đồi. Chiến thuật nghi binh này sẽ còn phát huy hiệu quả trong suốt ngày thứ tư".
Ngày 20 tháng 11, tiểu đoàn 2 của trung đoàn 8, lữ đoàn 1 Mỹ đổ bộ xuống bãi Le và tổ chức 7 lần tiến công lên điểm cao 875 nhưng đều bị đại đội 7-QGP bẻ gãy. Cùng ngày, một máy bay F-100 của Mỹ tới ném bom đồi 875. Viên phi công bị đèn chiếu làm lóa mắt và đã chọn sai hướng tiếp cận khi bổ nhào xuống đồi 875, khiến quả bom rơi trúng vào vị trí mà Tiểu đoàn 2 và 4 Mỹ đang đứng chân, quét sạch gần như toàn bộ sinh lực của Mỹ tại đó. 42 lính Mỹ chết và 45 lính khác bị thương sau vụ ném bom nhầm (trong cả ngày hôm đó quân Mỹ có 72 lính chết và 85 lính bị thương tại đồi 875). Tom Remington, một lính Mỹ thuộc Tiểu đoàn 2 đã điên cuồng vồ lấy một điện đài, gọi về căn cứ, gào lên: "Hãy dừng ngay những cái máy bay bỏ mẹ kia. Không được để chúng tiếp tục ném bom. Chúng đang giết hết chúng tôi ở đây".
Phóng viên chiến trường Mỹ tường thuật: "Một đơn vị Mỹ đang chiến đấu giành sự sống và trận dội bom nhầm của một máy bay không quân đã giết chết 20 lính bị thương trước đó. Tám chiếc trực thăng bị bắn hạ khi cố gắng di chuyển những người bị thương khác vào sáng hôm đó. Không có cách nào để đưa những lính bị thương hoặc bất kì ai ra khỏi chiến trường... Cách duy nhất để phân biệt người sống và người chết là khi chứng kiến pháo cối của kẻ thù dội vào. Người còn sống đổ xô không một chút xấu hổ vào những boongke bé nhỏ được đào trên đỉnh đồi, người bị thương thì quằn quại bò tới ẩn nấp sau những bụi cây đổ xuống đất." Một phóng viên Nhật Bản đi cùng Lữ đoàn dù 173 Mỹ đã thuật lại rằng: "Tại cao điểm 875 gần biên giới, bộ đội chính quy Bắc Việt Nam đã đánh những đòn rất dữ dội, xác và ba lô của lính Mỹ tử trận chất cao như núi."
Cho đến 12 giờ ngày 22 tháng 11, đại đội 7 quân Giải phóng vẫn giữ vững chốt. Do dự trữ đạn dược không còn nhiều, chủ trương của Bộ tư lệnh chiến dịch của Quân Giải phóng là khi giải quyết xong thương binh, liệt sĩ sẽ bỏ chốt. Thực hiện ý định đó, 18 giờ 40 phút ngày 22, quân Giải phóng bỏ chốt 875, chỉ để 1 trung đoàn 12,7mm và 1 trung đoàn cối 82mm cơ động kiềm chế địch. Quân Mỹ tiến lên đồi chỉ gặp một số hỏa điểm thưa thớt, những cuộc chạm súng lớn đã không xảy ra. Đến 24 giờ, lính Mỹ lên được đỉnh đồi 875 thì QGP đã rút.
Đến ngày 27 tháng 11, lính QGP tại Cao điểm 875 lại diệt gọn một đại đội dù Mỹ, kết thúc chiến dịch Đăk Tô. Bộ chỉ huy Mỹ cho máy bay ồ ạt lên ném bom napalm trong một phạm vi rộng để tiêu hủy trận địa. Ngày 28 tháng 11, lực lượng dự bị của Lữ đoàn 173 cùng Tiểu đoàn 1 Trung đoàn 12 QĐHK tới tham chiến, nhưng Quân Giải phóng miền Nam Việt Nam đã chủ động rút lui.

## Kết quả
Chiến dịch Đăk Tô tiêu hao sinh lực lính Mỹ nhiều hơn bất kì trận đánh nào trong cuộc chiến trước đó, nhưng chính quyền Mỹ vẫn tuyên bố đó như một chiến thắng khác, nhằm tăng giá trị cho thông điệp mà Tướng William Westmoreland gửi tới Câu lạc bộ Báo chí Quốc gia ở Washington vào cuối tháng 11 khi tuyên bố năm 1968 "sẽ là năm kết thúc chiến tranh".
Để có lý do tuyên bố "chiến thắng", tướng Westmoreland tuyên bố quân Mỹ đã giết chết 1.200 binh sĩ Quân Giải phóng miền Nam Việt Nam cùng một số tương đương bị thương. Tướng John Chaission tuyên bố quân Mỹ đếm được khoảng 1.200 thi thể quân Giải phóng  Thiếu tướng William B. Rossen, Phó chỉ huy MACV thì ước tính rằng phía Việt Nam đã mất từ 1.000 đến 1.400 binh sĩ. Tuy nhiên, con số thiệt hại của bộ đội Việt Nam do các tướng Mỹ đưa ra bị cho là phóng đại, bởi thực tế lính Mỹ chỉ thu giữ được 94 vũ khí cộng đồng và 275 vũ khí cá nhân của đối phương (các tướng Mỹ thường thổi phồng con số thương vong của đối phương để có lý do tuyên bố "chiến thắng"). Sau này, một đại đội trưởng Mỹ đã tố cáo rằng: trong một trận đánh, đại đội anh ta bị thương vong 78 người và báo cáo chỉ tìm thấy 10 quân Giải phóng tử trận, tướng Westmoreland rất tức giận vì quân Mỹ tổn thất nhiều hơn hẳn đối phương, và ông ta đã cố tình sửa lại con số 10 trở thành "475 kẻ địch bị giết", và công bố nó như là báo cáo hoạt động chính thức Và không phải tất cả các chỉ huy Mỹ đều đồng tình với kiểu tuyên bố dối trá đó. Tướng Thủy quân lục chiến John Chaisson phản đối việc tướng Westmoreland tuyên bố phóng đại thương vong của đối thủ: "Đó có phải là một chiến thắng không, khi bạn mất 362 chiến hữu trong ba tuần và chỉ đếm được 1.200 thi thể giả mạo của đối phương?"
Về phía Quân Giải phóng miền Nam Việt Nam, họ tuyên bố đã đánh 57 trận, có 12 trận phòng ngự, 5 trận vận động tiến công kết hợp chốt, 6 trận vận động tiến công, 15 trận pháo kích, 1 trận phục kích, 1 trận tập kích, 1 trận tiến công thị trấn; loại khỏi vòng chiến 3.000 lính đối phương, trong đó có 2.000 lính Mỹ, phá hỏng nặng 2 sân bay, bắn rơi và phá hủy 38 máy bay (có 3 chiếc C130), phá hủy 7 xe quân sự (có 2 xe thiết giáp). Toàn chiến dịch, Quân Giải phóng đã loại khỏi vòng chiến 4.570 lính đối phương (có 4.030 lính Mỹ); phá hỏng 3 sân bay, bắn rơi và phá hủy 70 máy bay, phá hủy 18 khẩu pháo, 52 xe quân sự có 16 xe thiết giáp, 2 kho đạn, 3 kho xăng, thu 104 súng các loại và 17 máy vô tuyến điện; diệt gần hết 2 tiểu đoàn Mỹ, đánh thiệt hại nặng 6 tiểu đoàn (có 4 tiểu đoàn Mỹ) và 6 đại đội (có 2 đại đội Mỹ); đánh thiệt hại nặng lữ đoàn 173 dù VNCH và lữ đoàn 1 thuộc sư đoàn 4 Mỹ.
Phóng viên chiến trường Peter Arnett, người đã chứng kiến trận đánh và có những cuộc đàm thoại với John Paul Vann và một số sĩ quan quân đội thẳng thắn, thì kết luận "năm 1967 là màn dựng lên cho ván bài quân đội kết thúc ở Việt Nam vào năm 1968". Quân Mỹ thương vong hàng ngàn người chỉ để chiếm được những ngọn đồi hoang vu không giá trị, trong khi đó Quân Giải phóng miền Nam Việt Nam thì không cố giành giật trận địa mà mục đích chính là tiêu hao quân Mỹ càng nhiều càng tốt. Peter Arnett kết luận: "Chỉ huy Mỹ vẫn còn phân tích Việt Nam theo kiểu Chiến tranh thế giới thứ hai, còn những người cộng sản phân tích tình hình dựa vào cuộc chiến hất cẳng Pháp những năm 1950". Về lâu dài, chiến lược này sẽ khiến quân viễn chinh Mỹ kiệt sức, sa lầy giống như người Pháp trước đó
Về phía Quân Giải phóng miền Nam Việt Nam, trận Đăk Tô 1967 được coi là một chiến thắng lớn vì đã tiêu hao nặng những đơn vị thiện chiến nhất của Mỹ và phá hủy nhiều phương tiện chiến tranh. Các đơn vị tham gia chiến dịch đã được Đảng tặng thưởng Huân chương Quân công hạng nhất. Xã luận Báo Quân đội nhân dân, ngày 29/11/1967 ghi: "Chiến thắng Đăk Tô đã ghi thêm vào trang sử quyết thắng của dân tộc ta những nét vàng son chói lọi... là một trong những chiến thắng lớn nhất mở đầu Đông - Xuân quyết thắng 1967-1968 của miền Nam anh hùng". Đây là một trong 3 chiến dịch trên địa bàn Tây Nguyên trong chiến tranh chống Mỹ được tặng thưởng Huân chương Quân công hạng nhất: Chiến dịch Plây Me năm 1965, Chiến dịch Đăk Tô 1967 và Chiến dịch Đắk Siêng 1970

## Ý nghĩa
Chiến thắng Đăk Tô 1967 thể hiện Quân Giải phóng hoàn toàn đủ khả năng đánh thắng đội quân viễn chinh Mỹ trang bị hiện đại. Bên cạnh đó còn khẳng định vai trò không thể thiếu của nhân dân Tây Nguyên nói riêng và toàn miền Nam nói chung trong các hoạt động của Quân Giải phóng